# Coupe du monde de triathlon 2021
Navigation
Édition précédente Édition suivante
La coupe du monde de triathlon 2021 est composée de six courses organisées par la Fédération internationale de triathlon (ITU). Depuis 2009 le classement final n'existe plus et les points gagnés sur ces étapes sont intégrés au séries mondiales de triathlon qui décernent le titre de champion du monde de triathlon.

## Calendrier
| Date            | Ville        | Pays               | Distance |
| --------------- | ------------ | ------------------ | -------- |
| 23 mai          | Lisbonne     | Portugal           | M        |
| 30 mai          | Arzachena    | Italie             | S        |
| 12-13 juin      | Huatulco     | Mexique            | S        |
| 11-12 septembre | Karlovy Vary | République tchèque | M        |
| 23 octobre      | Haeundae     | Corée du Sud       | S        |
| 30-31 octobre   | Tongyeong    | Corée du Sud       | S        |

## Résultats

### Lisbonne[1]
| Position           | Hommes               | Hommes  | Hommes          | Femmes         | Femmes     | Femmes          |
| Position           | Nom                  | Pays    | Temps           | Nom            | Pays       | Temps           |
| ------------------ | -------------------- | ------- | --------------- | -------------- | ---------- | --------------- |
| Médaille d'or      | Kristian Blummenfelt | Norvège | 1 h 42 min 33 s | Nicola Spirig  | Suisse     | 1 h 59 min 5 s  |
| Médaille d'argent  | Max Studer           | Suisse  | 1 h 42 min 41 s | Carolyn Hayes  | Irlande    | 1 h 59 min 17 s |
| Médaille de bronze | Genis Grau           | Espagne | 1 h 42 min 55 s | Kirsten Kasper | États-Unis | 1 h 59 min 39 s |

### Arzachena[2]
| Position           | Hommes            | Hommes      | Hommes      | Femmes                 | Femmes    | Femmes         |
| Position           | Nom               | Pays        | Temps       | Nom                    | Pays      | Temps          |
| ------------------ | ----------------- | ----------- | ----------- | ---------------------- | --------- | -------------- |
| Médaille d'or      | Jonathan Brownlee | Royaume-Uni | 54 min 48 s | Marlene Gomez-Islinger | Allemagne | 1 h 0 min 51 s |
| Médaille d'argent  | Adrien Briffod    | Suisse      | 54 min 52 s | Julie Derron           | Suisse    | 1 h 0 min 55 s |
| Médaille de bronze | Mario Mola        | Espagne     | 54 min 59 s | Verena Steinhauser     | Italie    | 1 h 1 min 9 s  |

### Huatulco[3]
| Position           | Hommes           | Hommes | Hommes      | Femmes                | Femmes     | Femmes         |
| Position           | Nom              | Pays   | Temps       | Nom                   | Pays       | Temps          |
| ------------------ | ---------------- | ------ | ----------- | --------------------- | ---------- | -------------- |
| Médaille d'or      | Tyler Mislawchuk | Canada | 53 min 9 s  | Alberte Kjær Pedersen | Danemark   | 1 h 0 min 24 s |
| Médaille d'argent  | Manoel Messias   | Brésil | 53 min 21 s | Kirsten Kasper        | États-Unis | 1 h 0 min 36 s |
| Médaille de bronze | Miguel Hidalgo   | Brésil | 53 min 22 s | Lisa Perterer         | Autriche   | 1 h 0 min 37 s |

### Karlovy Vary[4]
| Position           | Hommes                 | Hommes      | Hommes          | Femmes         | Femmes | Femmes         |
| Position           | Nom                    | Pays        | Temps           | Nom            | Pays   | Temps          |
| ------------------ | ---------------------- | ----------- | --------------- | -------------- | ------ | -------------- |
| Médaille d'or      | Lasse Nygaard-Priester | Allemagne   | 1 h 53 min 31 s | Julie Derron   | Suisse | 2 h 6 min 56 s |
| Médaille d'argent  | Grant Sheldon          | Royaume-Uni | 1 h 54 min 4 s  | Ai Ueda        | Japon  | 2 h 7 min 20 s |
| Médaille de bronze | Csongor Lehmann        | Hongrie     | 1 h 54 min 11 s | Bianca Seregni | Italie | 2 h 7 min 31 s |

### Haeundae[5]
| Position           | Hommes          | Hommes | Hommes      | Femmes            | Femmes      | Femmes      |
| Position           | Nom             | Pays   | Temps       | Nom               | Pays        | Temps       |
| ------------------ | --------------- | ------ | ----------- | ----------------- | ----------- | ----------- |
| Médaille d'or      | Anthony Pujades | France | 50 min 19 s | Beth Potter       | Royaume-Uni | 56 min 25 s |
| Médaille d'argent  | Takumi Hojo     | Japon  | 50 min 25 s | Kate Waugh        | Royaume-Uni | 56 min 40 s |
| Médaille de bronze | Nicola Azzano   | Italie | 50 min 32 s | Zsanett Bragmayer | Autriche    | 56 min 58 s |

### Tongyeong[6]
| Position           | Hommes                | Hommes  | Hommes      | Femmes       | Femmes      | Femmes      |
| Position           | Nom                   | Pays    | Temps       | Nom          | Pays        | Temps       |
| ------------------ | --------------------- | ------- | ----------- | ------------ | ----------- | ----------- |
| Médaille d'or      | Jawad Abdelmoula      | Maroc   | 51 min 43 s | Beth Potter  | Royaume-Uni | 58 min 8 s  |
| Médaille d'argent  | Alessio Crociani      | Italie  | 51 min 52 s | Kate Waugh   | Royaume-Uni | 58 min 11 s |
| Médaille de bronze | Sergio Baxter Cabrera | Espagne | 51 min 53 s | Sandra Dodet | France      | 58 min 53 s |

## Par nation
| Rang | Nation      | Victoires |
| ---- | ----------- | --------- |
| 1    | Royaume-Uni | 3         |
| 2    | Allemagne   | 2         |
| -    | Suisse      | 2         |
| 4    | Canada      | 1         |
| -    | Danemark    | 1         |
| -    | France      | 1         |
| -    | Maroc       | 1         |
| -    | Norvège     | 1         |